# Ferrovie del Palatinato

Lo stemma del Palatinato

Ferrovie del Palatinato, (in tedesco Pfalzbahn), era il nome di una società ferroviaria tedesca, fondata antecedentemente alla prima guerra mondiale, non più esistente.

## Storia
La Pfalzbahn fu costituita il 1º gennaio 1870, con sede a Ludwigshafen, mediante la fusione delle società ferroviarie:
- Pfälzische Ludwigsbahn che gestiva 181 km di linea ferrata,
- Pfälzische Maximiliansbahn con 70 km di linea,
- Gesellschaft der Pfälzischen Nordbahnen con 42 km di linea. Questa includeva la tratta di collegamento per la Neustadt-Dürkheimer Eisenbahn-Gesellschaft la cui gestione era stata rilevata dalle ferrovie del nord Palatinato.

Entro la primavera del 1889 la rete ferroviaria si era accresciuta a 664 km, di cui 12 km in Alsazia-Lorena e 8 km in Renania, (Prussia). La società si trovò a gestire il traffico proveniente dal nord e dal sud della Germania, della parte meridionale della Renania, della regione della Lorena (Francia) e quello dal nord della Germania per Svizzera e Italia.
Dal 1º gennaio 1909 le linee furono nazionalizzate e incorporate nella rete ferroviaria dello Stato bavarese; la società venne sciolta.